# Невена Манолова
Невена Манолова (или Невенка Манолова) е български учен, химик, доктор на химическите науки, понастоящем работи в Института по полимери към Българската академия на науките и е ръководител на лаборатория „Биологично активни полимери“. На 1 ноември 2020 г., по повод Деня на народните будители, тя заедно с член-кореспондент професор Илия Рашков е удостоена с награда от Управителния съвет на БАН за съществен индивидуален принос за оформяне на H-индекса на Академията. През 2011 г. е удостоена със специалната награда „Мария Кюри“ на фонд „Научни изследвания“ за постижения в областта на химията.
Нейните научни интереси включват биоактивни полимери, биологични полимери, биоразградими полимери, електропредене и хибридни материали. Има много публикаации в български и чуждестранни научни списания и висок H-индекс:40.
Невена Манолова е председател на Българското полимерно дружество и го представлява в Европейската полимерна федерация. Тя също така е член на Националния комитет на Международния съюз по чиста и приложна химия и национален представител в Отделението по полимери на Международния съюз по чиста и приложна химия.